# Monumentul Mileniului din Budapesta

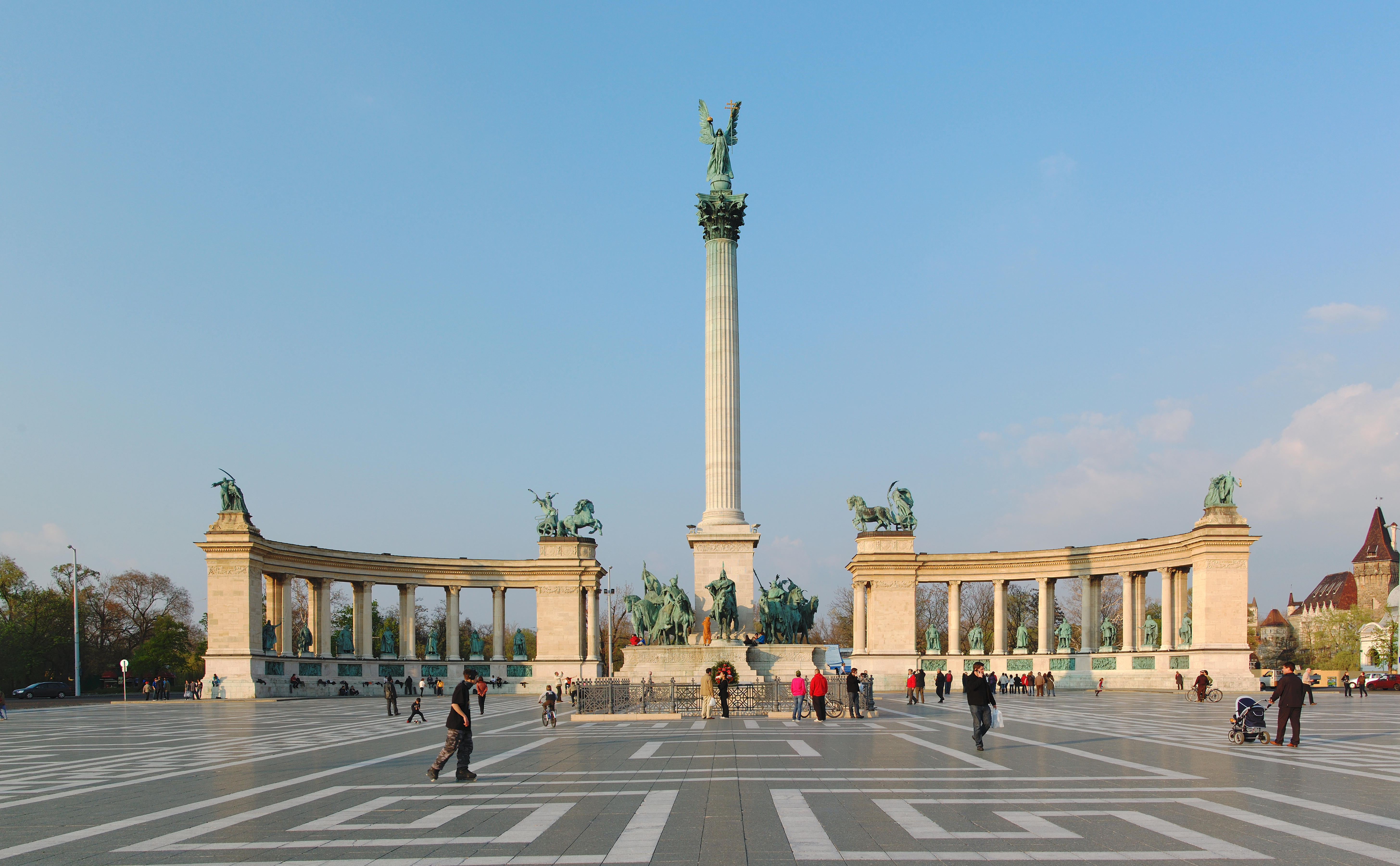
Piața Eroilor din Budapesta cu Monumentul Mileniului

Monumentul Mileniului (în maghiară Millenniumi emlékmű sau Ezredéves emlékmű) este un ansamblu de statui și colonade situat în centrul esplanadei din Piața Eroilor (în maghiară Hősök tere), la capătul Bulevardului Andrássy și intrarea în Parcul orașului (Városliget), în sectorul XIV al orașului Budapesta. Construcția acestui monument se înscrie într-o serie de mari lucrări care au celebrat o mie de ani de la așezarea ungurilor în Câmpia Panoniei în 896. 
Sub Piața Eroilor se află stația Hősök tere a Metroului din Budapesta. 

## Istoric

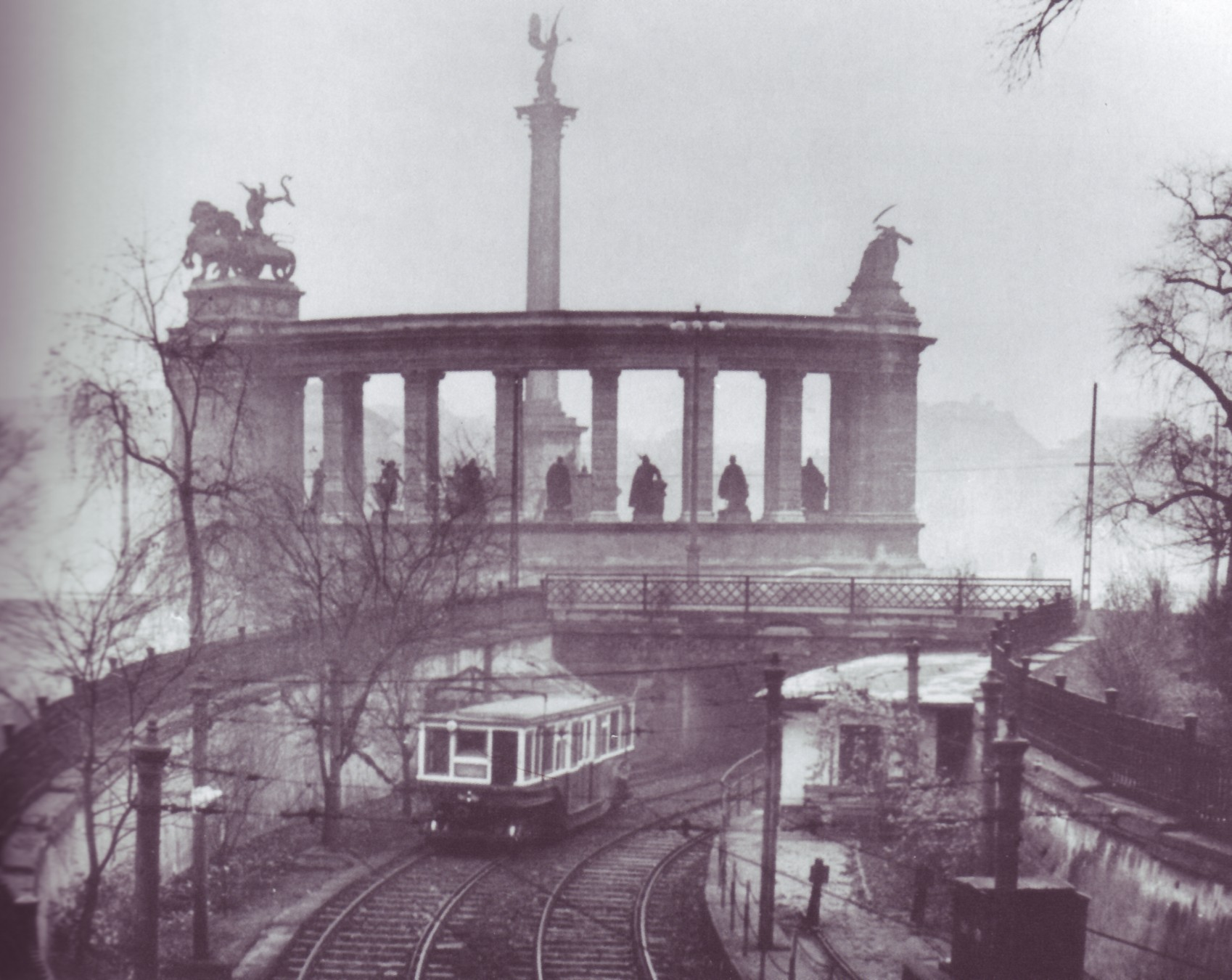
Metroul din Budapesta este al patrulea cel mai vechi sistem de transport cu metroul. Capătul tunelului din spatele Pieței Eroilor (fotografie din 1896)

Monumentul Mileniului a fost construit între 1896 și 1906. El este compus din două colonade semicirculare pe care se află statui ale principalilor suverani din istoria maghiară. Ansamblul este dominat de o coloană impunătoare de 45 m înălțime, ce are în vârf pe Arhanghelul Gabriel. În piață se află și monumentul memorial al celor căzuți în războiul de eliberare din 1848-1849 și o statuie ecvestră al ducelui Árpád înconjurat de alți șase șefi ai triburilor finoungrice. În stânga sa (din spate către față) sunt reprezentați Tétény, Ond și Kond și apoi la dreapta (din spate în față) Tas, Huba și Előd. În 1932, piața a fost denumită Hősök tere : « Piața Eroilor ».
Atunci când monumentul a fost construit, Ungaria făcea parte din Austro-Ungaria și, astfel, ultimele cinci spații pentru statui de pe colonada stângă  au fost rezervate pentru membrii dinastiei de Habsburg. De la stânga la dreapta acestea au fost: Ferdinand I (basorelief cu subiectul Apărarea Castelului Eger), Leopold I (basorelief cu subiectul Eugenia de Savoia învingându-i pe turci la Zenta), Carol al III-lea, Maria Terezia (basorelief cu subiectul Dieta Ungariei votează sprijinul "vitam et sanguinem") și Franz Joseph (Franz Joseph încoronat de Gyula Andrássy).
În perioada celui de-al Doilea Război Mondial monumentul a fost lovit de o bombă. Statuia lui Leopold al II-lea a fost complet distrusă, statuia Mariei Terezia deteriorată de la talie în jos și statuia împăratului Franz Joseph I al Austriei răsturnată și deteriorată la nivelul capului.
În perioada comunistă monumentul a fost transformat în conformitate cu ideologia marxistă. În timpul conducerii lui Mátyás Rákosi, s-a luat în considerare planul de a demola totul din cauza caracterului patriotic al ansamblului statuar. Statuile regilor habsburgici sunt înlocuite cu Ștefan Bocskai (în locul lui Ferdinand I, Împărat al Sfântului Imperiu Roman), de Gabriel Bethlen (în loc de Carol al VI-lea, Împărat al Sfântului Imperiu Roman), de Imre Thököly (în locul împărătesei Maria Terezia a Austriei), de Francisc Rákóczi al II-lea (în locul lui Leopold al II-lea, Împărat al Sfântului Imperiu Roman), precum și o statuie a lui Lajos Kossuth (în locul împăratului Franz Joseph). Statuile înlocuite sunt transferate în depozitul Muzeului Kiscelli și conservate de către Muzeul de Istorie din Budapesta, apoi transportate la Sülysáp. În 2002 statuia deteriorată a împărătesei Maria Terezia a Austriei a fost restaurată și amplasată în Muzeul de Arte Frumoase din Budapesta. În 2006 statuile lui Franz-Joseph, Carol al III-lea și Ferdinand I au fost aduse de la Sülysáp și urmează să fie amplasate tot în Muzeul de Arte Frumoase.

## Aspect
În partea din față a monumentului este un cenotaf mare din piatră, înconjurat de un lanț de fier ornamental. Cenotaful este dedicat „Memoriei eroilor care și-au dat viața pentru libertatea poporului nostru și independența noastră națională”. În timp ce unele ghiduri turistice se referă la acesta ca la un „mormânt”, el este un loc de înmormântare.
Chiar în spatele cenotafului se află o columnă care are în vârf o statuie a arhanghelului Gabriel. Îngerul ține în mâna dreaptă Coroana Sfântului Ștefan, primul rege al Ungariei. În mâna stângă îngerul ține o cruce apostolică dublă, acordată Sf. Ștefan de Papă ca o recunoaștere a eforturilor sale de a converti Ungaria la creștinism.
La baza coloanei este un grup de șapte bărbați ce reprezintă căpeteniile maghiare care au condus poporul maghiar în Câmpia Panoniei. În față este Árpád, considerat fondatorul națiunii maghiare. În spatele lui sunt căpeteniile Előd, Ond, Kond, Tas, Huba și Töhötöm (Tétény). Despre aceștia sunt puține mențiuni în documentele istorice, iar costumele și caii lor sunt considerate a fi mai mult fanteziste decât exacte din punct de vedere istoric.
În spatele monumentului se află două colonade care conțin fiecare câte șapte statui reprezentându-i pe marii conducători ai națiunii maghiare. În marginea exterioară a colonadei din stânga este o statuie a unui om cu o coasă și o femeie împrăștiind semințe, reprezentând Munca  și Bunăstarea. În poziția corespunzătoare de pe colonada din dreapta este o statuie a unui om care ține o statuie și o femeie cu o frunză de palmier, reprezentând Cunoașterea și Gloria. În partea de sus a marginei interioare a colonadei din stânga este o figura masculină ce conduce un car cu ajutorul unui șarpe pe post de bici reprezentând Războiul, în timp ce în poziția corespunzătoare de pe colonada din dreapta este o figură feminină într-un car care ține o frunză de palmier reprezentând Pacea.
Aceasta este o listă a oamenilor de stat, care sunt reprezentați în sculpturile din arcade semicirculare ale monumentului. Sub numele fiecărui lider este trecut subiectul basoreliefului de la baza statuii. 

### Statuile de pe colonada stângă
- Ștefan I al Ungariei

Ștefan cel Sfânt primește coroana de la un trimis al Papei
- Ladislau I al Ungariei

Ladislau cel Sfânt îl ucide pe tâlharul cuman
- Coloman al Ungariei

Coloman interzice arderea pe rug a vrăjitoarelor
- Andrei al II-lea al Ungariei

Andrei conduce o cruciadă
- Béla al IV-lea al Ungariei

Béla reconstruiește țara după invazia mongolilor
- Carol I al Ungariei

Ladislau al IV-lea îl ajută pe împăratul Rudolf în Bătălia de pe Marchfeld
- Ludovic I al Ungariei

Ludovic cel Mare ocupă orașul Napoli

### Statuile de pe colonada dreaptă
- Iancu de Hunedoara

Asediul Belgradului (1456)
- Matia Corvin

Matia cu învățații săi
- Ștefan Bocskay

Soldații unguri înfrâng forțele imperiale
- Gabriel Bethlen

Bethlen încheie un tratat cu Boemia
- Imre Thököly

Bătălia de la Szikszó
- Francisc Rákóczi al II-lea

Rákóczi se întoarce din Polonia
- Lajos Kossuth

Kossuth se aliază cu țăranii